# Asfáka
Asfáka (Asfaka) är en ort i Grekland.   Den ligger i prefekturen Nomós Ioannínon och regionen Epirus, i den nordvästra delen av landet, 300 km nordväst om huvudstaden Aten. Asfáka ligger 649 meter över havet och antalet invånare är 269.
Terrängen runt Asfáka är huvudsakligen kuperad, men österut är den bergig. Runt Asfáka är det ganska tätbefolkat, med 52 invånare per kvadratkilometer. Närmaste större samhälle är Ioánnina, 15,1 km sydost om Asfáka. Trakten runt Asfáka består till största delen av jordbruksmark.